# Riesel
Riesel és una població dels Estats Units a l'estat de Texas. Segons el cens del 2000 tenia 973 habitants.

## Demografia
Segons el cens del 2000, Riesel tenia 973 habitants, 357 habitatges, i 287 famílies. La densitat de població era de 94,6 habitants per km².
Dels 357 habitatges en un 39,8% hi vivien nens de menys de 18 anys, en un 66,4% hi vivien parelles casades, en un 10,1% dones solteres, i en un 19,6% no eren unitats familiars. En el 17,4% dels habitatges hi vivien persones soles el 9,2% de les quals corresponia a persones de 65 anys o més que vivien soles. El nombre mitjà de persones vivint en cada habitatge era de 2,73 i el nombre mitjà de persones que vivien en cada família era de 3,1.
Per edats la població es repartia de la següent manera: un 30,6% tenia menys de 18 anys, un 4,6% entre 18 i 24, un 31,1% entre 25 i 44, un 18,7% de 45 a 60 i un 14,9% 65 anys o més.
L'edat mediana era de 36 anys. Per cada 100 dones de 18 o més anys hi havia 88,5 homes.
La renda mediana per habitatge era de 35.234 $ i la renda mediana per família de 38.875 $. Els homes tenien una renda mediana de 30.313 $ mentre que les dones 23.571 $. La renda per capita de la població era de 15.315 $. Aproximadament el 7,4% de les famílies i el 9,5% de la població estaven per davall del llindar de pobresa.

## Poblacions properes
El següent diagrama mostra les poblacions més properes.